# Zvijezde, prah nebeski
Zvijezde, prah nebeski (naslov originala: The Stars, Like Dust) je roman američkog pisca znanstvene fantastike Isaaca Asimova iz 1951. godine. Djelo je dio serijala o Galaktičkom carstvu, smješteno u univerzum Zaklade.
Radnja se odvija prije osnivanja Galaktičkog carstva, pa čak i prije nego što je planet Trantor dobio na značaju, te dolazi mnogo prije radnje romana Kamenčić na nebu, iako je sam roman napisan godinu dana kasnije. Trantor se nigdje ne spominje izravno. U romanu imamo i objašnjenje Zemljine radioaktivnosti kao posljedice neodređenog nuklarnog rata; ovo nije u skladu s onim što je Asimov kasnije napisao u romanu Roboti i Carstvo, no može se pretpostaviti da su povijesni podaci kroz dugo vremensko razdoblje koje je proteklo od zadnjeg romana o robotima mogli biti izgubljeni ili iskrivljeni.
Premda priča počinje na Zemlji, roman se ipak uglavnom bavi planetima koje je pokorila rasa represivnih osvajača, koji se zovu "Tyranni" (s planeta Tyranna).
Nutarnji povijesni kontekst priče (dugo vremensko razdoblje između početne ekspanzije i uspona trantorskog Carstva) općenito se smatra poprilično zanimljivim. Međutim, glavna se radnja ovog znanstvenofantastičnog romana vrti oko jedne sitne intrige koja zapravo ništa ne rješava. Ovo se djelo ponegdje smatra jednim od slabijih Asimovljevih romana, a sam ga je Asimov jednom prilikom nazvao svojim "najgorim" djelom.